# Creve Coeur (Misuri)
Creve Coeur es una ciudad ubicada en el condado de San Luis en el estado estadounidense de Misuri. En el Censo de 2010 tenía una población de 17833 habitantes y una densidad poblacional de 670,56 personas por km².

## Geografía
Creve Coeur se encuentra ubicada en las coordenadas 38°39′44″N 90°26′35″O / 38.66222, -90.44306. Según la Oficina del Censo de los Estados Unidos, Creve Coeur tiene una superficie total de 26.59 km², de la cual 26.59 km² corresponden a tierra firme y (0%) 0 km² es agua.

## Demografía
Según el censo de 2010, había 17833 personas residiendo en Creve Coeur. La densidad de población era de 670,56 hab./km². De los 17833 habitantes, Creve Coeur estaba compuesto por el 79.91% blancos, el 7.17% eran afroamericanos, el 0.19% eran amerindios, el 10.09% eran asiáticos, el 0.02% eran isleños del Pacífico, el 0.7% eran de otras razas y el 1.92% pertenecían a dos o más razas. Del total de la población el 2.59% eran hispanos o latinos de cualquier raza.